# Norrländska mästerskapet i fotboll 1949
Norrländska mästerskapet i fotboll 1949 vanns av IFK Östersund, som besegrade Bodens BK med 2-1 inför 1 827 åskådare i Sundsvall.

## Final
- 19 juni 1949: IFK Östersund–Bodens BK 2–1